# Mnemosyne tenensis
Mnemosyne tenensis – gatunek pluskwiaka z rodziny szrońcowatych i podrodziny Cixiinae.
Gatunek ten opisany został w 1987 roku przez Jana van Stalle.
Pluskwiak o ciele długości od 13 do 14 mm. Zewnętrznie podobny do M. ecuadorana. Ma na przednich skrzydłach brązowe obrzeżenie ciągnące się od międzykrywek do ich wierzchołków. Processus medioventralis samca jest wąski i długi, ale jego edeagus różnie się od tego M. ecuadorana prawym wyrostekiem ząbkowanym oraz budową kolców na flagellum. Odnóża tylne o stopach z pięcioma ząbkami na pierwszym i pięcioma na drugim członie.
Owad znany tylko z Ekwadoru, z prowincji Napo.